# Erőss Gábor (rézmetsző)
Erőss Gábor (születésekor Erős, Lovasberény, 1779. január 27. – Debrecen, 1815. január 30.) református teológus, rézmetsző, az Erőss család dercsikai ágának leszármazottja; Csokonai legismertebb arcképének (prémes, magyar mentében öltözött) első elkészítője rézmetszetben.

## Életpálya
Nagybátyja Erős István tabajdi birtokos, apja Erős Pál református lelkész, unokatestvére Erőss József patai és csokonyai „templomépítő” prédikátor, az első Erőss, aki két ss-el írta a nevét (úgy, hogy az első s-t németes ß-szal írta, vagyis Erőßs-nek). Erőss Gábor legelőször 1812-ben írja ebben a formában a nevét.  Bátyja János kabai református lelkész.
Apja bár elszegényedett, az elemi iskola elvégzése után Erőss Gábort is a Debreceni Református Kollégiumba küldte, ahol bátyja, János tanult. Ott végezte el gimnáziumi és teológiai tanulmányait. Budai Ézsaiás felfigyelt az Erőss testvérekre, és pártfogásuk alá vette őket.
Az Erőss testvéreknek nagy részük volt a kollégiumi rézmetszés fellendítésében. A debreceni rézmetsző diákok könyveket illusztráltak és térképeket készítettek elsősorban, s ezzel segítették a szemléltető oktatói munkát. A testvérek által létrehozott rézmetsző önképzőköri csoporthoz csatlakozott Halász István, Papp József, Pethes Dávid, Oláh István, Mikola József, Vajai Imre, Tótfalusi Kis Miklós, Kováts György, Sárvári Pál, Pethe Ferenc, Kiss Sámuel és Karacs Ferenc, aki később európai hírű térképmetsző lett. A csoport 12 térképet tartalmazó első munkája 1800-ban jelent meg Oskolai Új Átlás a alsó classisok számára... címmel, majd a következő esztendőben készült el a 24 lapos, 12 térképből álló Oskolai Magyar Új Átlás.
Ugyanakkor az Erőss testvérek készítették Csokonai két kötetének is az illusztrációit (Szépség Ereje a Bajnoki Szivenn, 1800 és Anakreoni dalok, 1803). Csokonaival szoros barátságot ápoltak, akit haláláig többször is kisegítették pénzgondjaiból (mint a rézmetsző kör pénztárából, mint saját pénzükből), de mellette jó viszonyt ápoltak Kazinczy Ferenccel és Fazekas Mihállyal is.
1803-ban Szentgyörgyi József A Legnevezetesebb Természeti dolgok esméreti című könyvének függelékében, a 19 táblán található 103 képet Erőss Gábor készítette – testvérével, Jánossal együtt (testvére rajzolta és közösen metszették rézbe) –, amelyeken a Magyarországon kevéssé ismert állatok, madarak, bogarak ábrázolása volt. A rajzok és metszetek olyan jól sikerültek, hogy még Kazinczy közismerten magas igényeinek is megfeleltek, aki 1804-ben egyik levelében a következőket írta
Szentgyörgyinek: „a külföldön készült afféle rajzolásokkal is bátran összve mérkőzhetnek.” Ezeket a metszeteknek a felhasználásával készült később Emődy István Természethistória című munkájának I. része is. Szentgyörgyi József könyvének kéziratban maradt II. részéhez is Erőss Gábor készített növényeket ábrázoló táblákat 1814-ben.
1804-ben Budai Ézsaiás szerkesztésében kiadták a kor legnagyobb magyar kiadású térképeskönyvét, A Föld öt részének lerajzolása (rézbe metszett térképek) címmel, melyekben az összes rézmetszetet Erőss Gábor készítette, és azok teljes mérete lemezhatárig 32,5x44,3 cm volt.

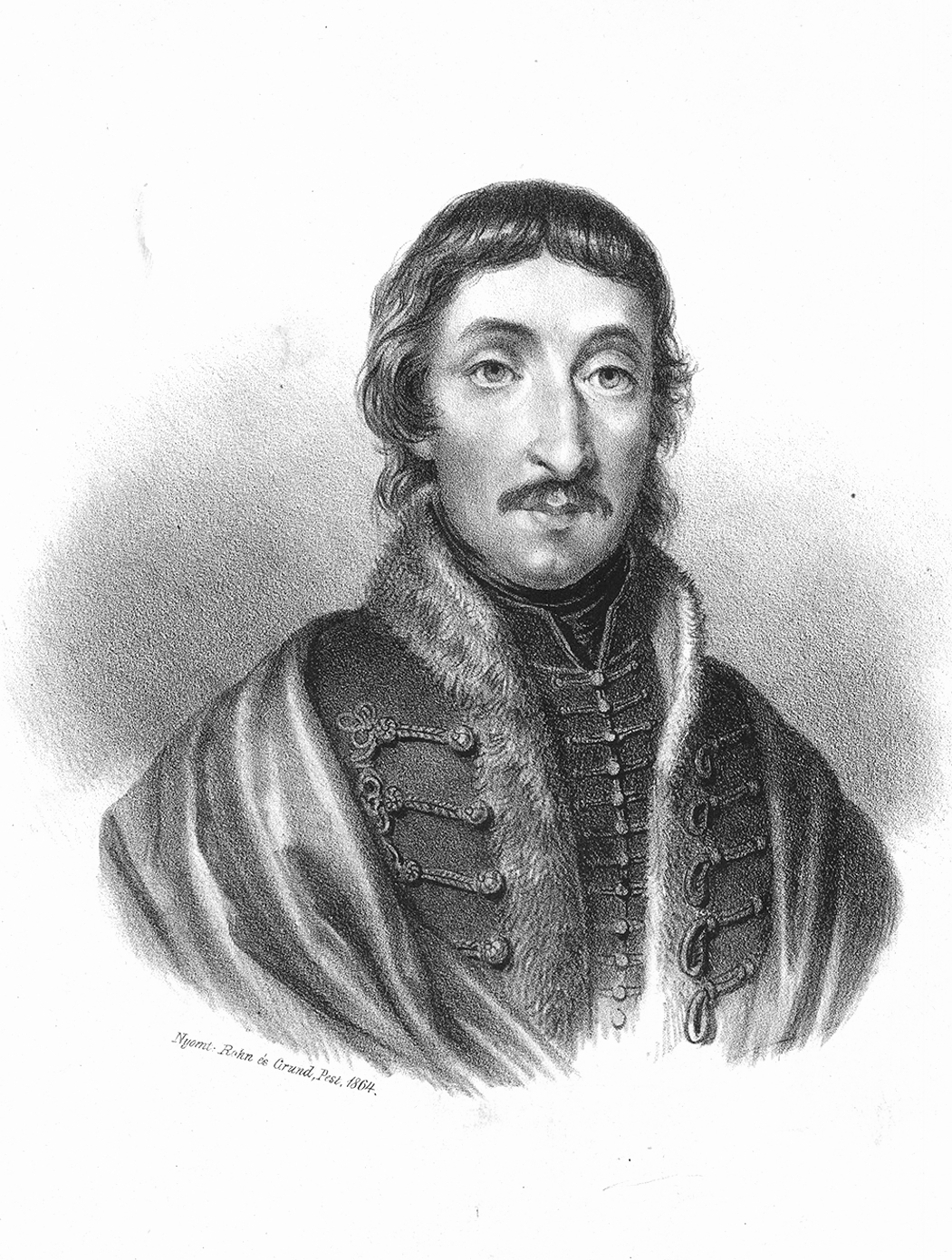
Csokonai Vitéz Mihály – Friedrich John rézmetszete (1816), melyet Erőss János rajza (1804) alapján készített

Barátja, Csokonai életének utolsó évében (1805) rézbe metszette annak arcképét, testvére Erőss János rajza alapján. Az ő rézmetszete után készült az acélmetszet Friedrich Arnold Brockhaus-nál Lipcsében, mely a Toldy által kiadott Válogatott Munkái mellett jelent meg 1864-ben. A testvére által készített rajz alapján Friedrich John is készített rézmetszetet (pontozó modorú portrét) 1816-ban, amely alapja lett Ferenczy István által Rómában, carrarai fehér márványból készített Csokonai mellszobrának.
1804-es sikeres és nagy érdeklődést kiváltó könyvkiadás után Papp Józseffel és Pethes Dáviddal felfigyeltek 1805-ben Weinmüller, komáromi nyomdász 1801-ben bekövetkezett halála utáni helyzetre. Weinmüller özvegye nagy nehézségek árán tudta vezetni a műhelyt, így a debreceni ifjak arra törekedtek, hogy oda bekerülhessek vagy megszerezzék azt. Azonban nem sikerült itt elhelyezkedniük, sem a nyomdát megszerezniük, így saját erőből és ügyességgel kísérelték meg elkészíteni azt a nyomdai felszerelést, amellyel azután önálló munkát kívántak végezni.
1807 elején, miután Pethes Dávid kivált közülük, elindították Kolozsvárott a nyomdájukat az Erőss Gábor által – a bethlenfalvi ágtól – örökölt ingatlanban. A frissen indított nyomda két kiadványt adott ki, melyek Füzi János, kolozsvári, unitárius professzor A keresztény vallás igazi és belső valósága című beszéde és Bíró Márton minorita A maga nevét bé-töltő keresztény nemes aszszony című gyászbeszéde voltak.
A megrendelések nem érték el a várt szintet, így Erőss és Papp eladták a kolozsvári nyomda helyiségét (a felszerelést nem) még az év vége előtt. 1808-ban Erőss már Sárospatakon igyekezett Szentes József ottani műhelyében elhelyezkedni. Hírét vette, hogy onnan a bécsi Anton Haykul-féle nyomdából érkezett két nyomdász (a szászországi Johann Liebgott Schubert és Friedrich August Fischer) távozni készül. Erőss Kazinczy Ferenc közbenjárását is kérte, hogy a sárospataki nyomdába kerülhessen, de ez még így sem sikerült. 1809-ben mint „metsző typográfus” fordult meg a debreceni vásáron, társát, Papp Józsefet ez év novemberétől Dessewffy József gróf alkalmazta számtartónak szentmihályi birtokán. Azonban a két ifjú továbbra is próbálkozott, hogy nyomdászok lehessenek. 1810 tavaszán, amikor Pécs városa nyilvánosan meghirdette a nyomdaalapításra vonatkozó pályázatot, ők is jelentkeztek. A város válasza késlekedett, így Erőss májusban elment Bécsbe, hogy Görög Demeter atlaszának mutatótábláján dolgozzon és gyakorolja a nyomdászatot.
1811. április 3-án kezdődött második nagy debreceni tűzvészben a Papp Józseffel együtt, saját kezűleg készített (mint az alábbi idézetből is kitűnik) teljes nyomdai felszerelése a használhatatlanságig összeégett.
...minden edjütt szerzett és feliben engemet illető s általam mettzett, készített és öntött betűket, műszereket, stempeleket, mátrixokat öntő machinákat, atzél és rézrudakat, készített és készitetlen matériákat, egyszóval mind azt a'mit én mint feles ezen mesterségbe szereztem vagy tulajdon kezeimmel készítettem...
Mindezek után, Erőss Gábor kancellista lett gróf Vay Miklós generális jóvoltából, akit az 1809-es nemesi felkelés (inszurrekció) alatt ismert meg. Teljesen nem adta fel nyomdalétesítési álmát, és elkezdte újra elkészíteni a szükséges eszközöket, de megvalósítani nem tudta már azt, mivel 1815-ben, 36 évesen hunyt el „száraz betegségben” (feltehetően tüdőbajban).
1914-ben Nagy József (1879-1962) gazdasági akadémiai tanár, Debrecen művelődéstörténetének kutatója rátalált egy ex librisre, melyet a Debreceni Képes Kalendárium 1918-as évfolyamában publikálta először. A rézmetszetek elkészítésének módja alapján, arra következtettek, hogy az is Erőss Gábor munkáit tartalmazza. Dr. Tóth Béla a rézmetsző diákok munkásságáról írt, korabeli illusztrációkkal (melyeket a Kollégium gyűjteményében meglévő rézlemezekről készített levonatok után ofszetnyomtatással sokszorosítottak) megjelent művében ezt írja:
Erőss Gábor műve lehetett az a kis (57×75 mm) könyvjegy (ex libris) is, mely gyönyörű betűkkel a Kollégium „Bibliothecaja” könyveihez készült. Egykorú nyomtatott mását nem láttam….